# Weekly Young Sunday
Le Weekly Young Sunday (週刊ヤングサンデー, Shūkan Yangu Sandē) est un magazine de prépublication de mangas hebdomadaire de type seinen édité par Shōgakukan et publié du 10 avril 1987 au 30 juillet 2008.